# Piliostigma
Genre
Classification phylogénétique
Piliostigma, ou domô (en langue gbaya), est un genre de plantes à fleurs dicotylédones de la famille des Fabaceae, sous-famille des Caesalpinioideae, à répartition pantropicale, qui comprend deux espèces acceptées.

## Liste d'espèces
Selon The Plant List (7 décembre 2018) :
- Piliostigma malabaricum (Roxb.) Benth.
- Piliostigma tortuosum (Collett & Hemsl.) Thothathri

## Gallery

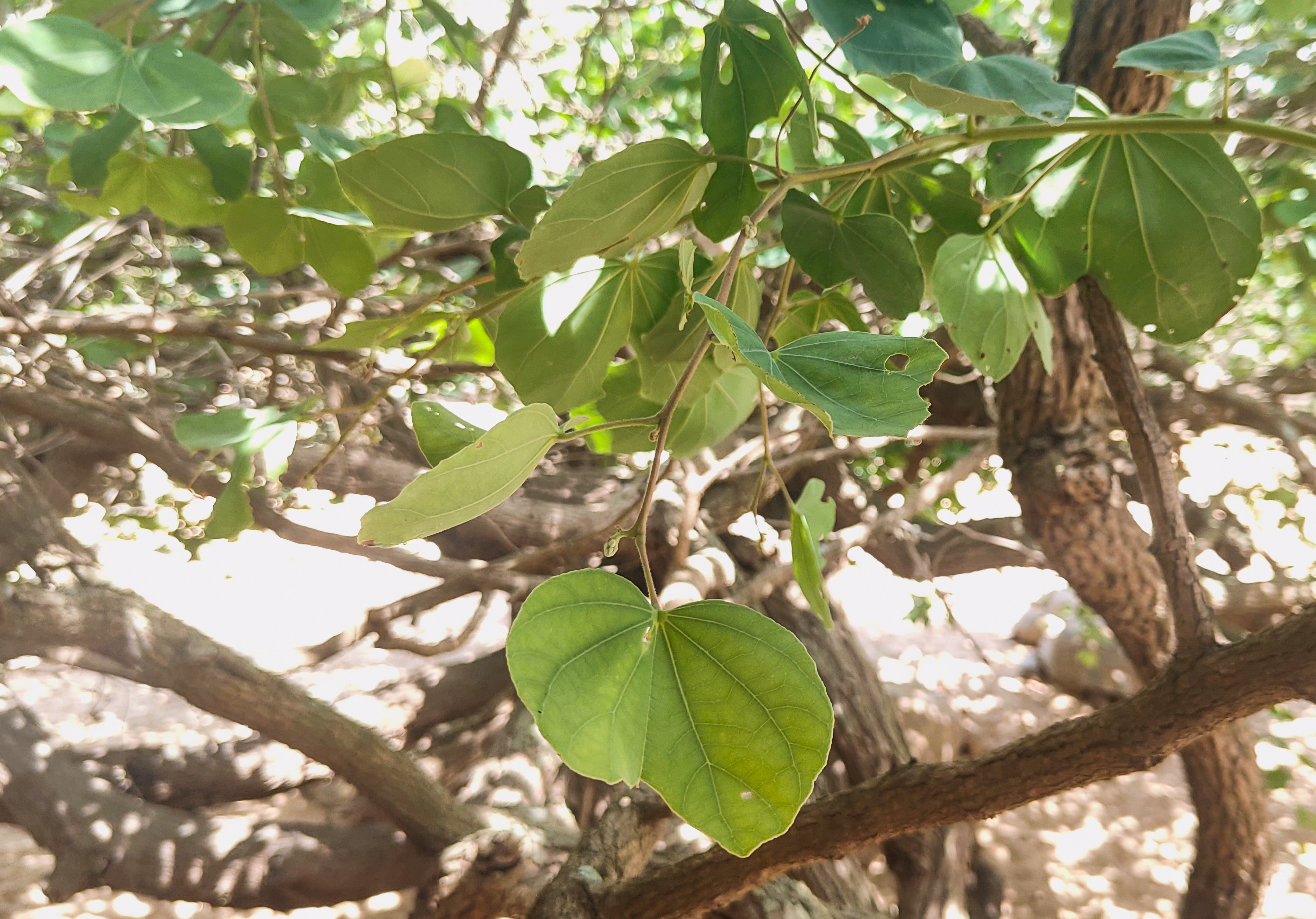
Piliostigma au village des tortues au Sénégal